# Kosna (Románia)
Kosna avagy Todoskány (románul Coșna) falu Romániában, Suceava megyében.

## Fekvése
Besztercétől északkeletre, a Cohárd-hegység lábánál, a Dornai-medence keleti részén fekvő település.

## Története
A falu nevét 1808-ban Todoskány formában említette először oklevél.
1850-ben Kosna, 1861-ben Todoskány, 1888-ban Kosna néven említették mint Beszterce-Naszód vármegye Óradnai járásához tartozó települést.
1910-ben 860 lakosából 766 fő román, 40 magyar, 50 német, 4 egyéb volt.
A Kisilva felől Moldvába vezető vasútvonalon a kosnai vasútállomás volt az utolsó Erdély területén. 1918-ig, illetve 1940–1944 közt Kosna magyar vasúti határállomás volt Románia felé.
1966 előtt hozzá tartozott még Pojanatelep, Românești, Tesnatelep és Valea Bancului is.
2002-ben 532 román lakosa volt.